# Langobardia Maior

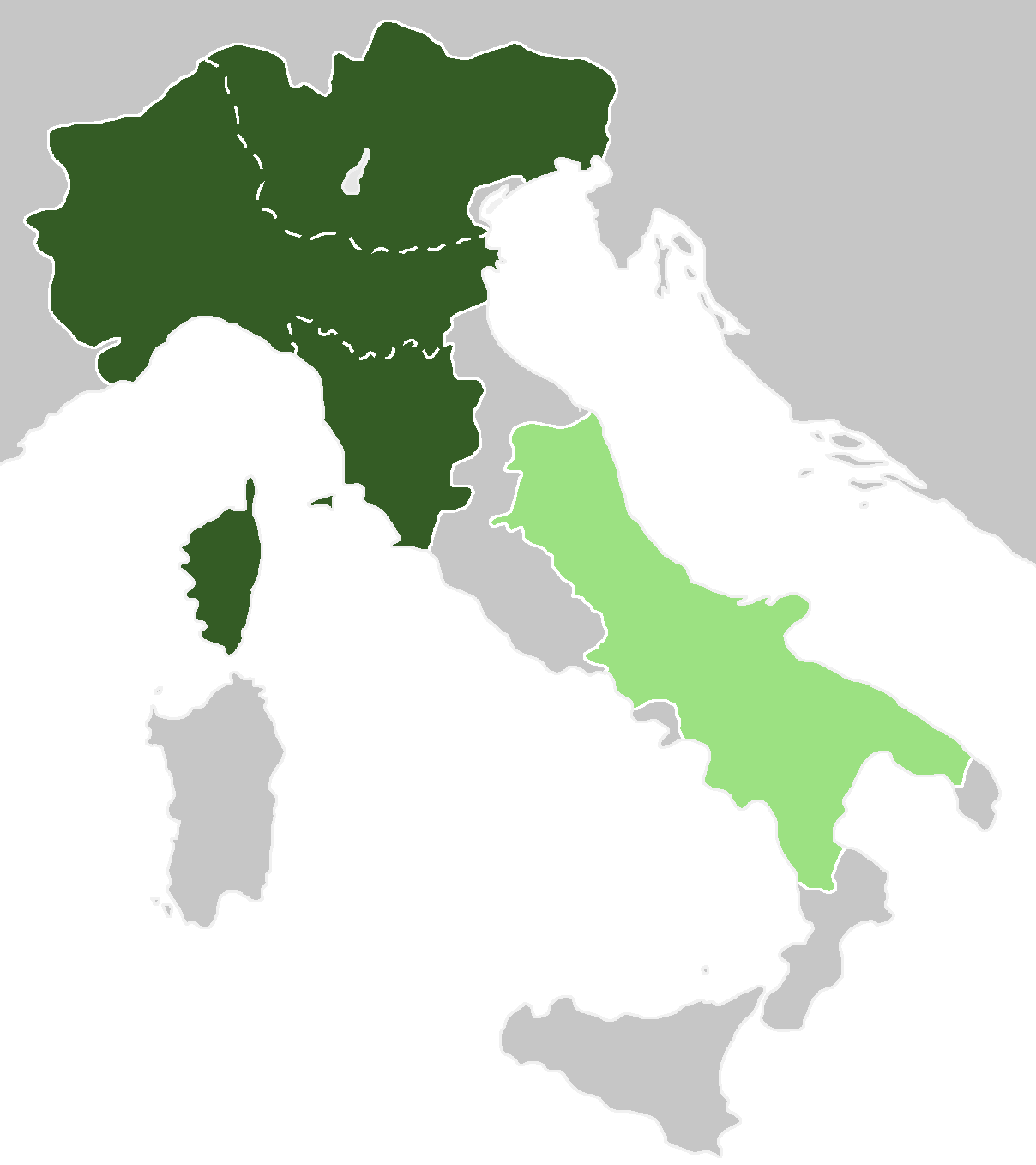
La Langobardia Maior (in verde scuro) e la Langobardia Minor (in verde chiaro) attorno al 744

Langobardia Maior era il nome che, in età altomedievale, veniva dato ai domini longobardi dell'Italia settentrionale e dell'attuale Toscana (Ducato di Tuscia). Era ripartita in numerosi ducati e includeva la capitale del regno dei Longobardi, Pavia. Nel 774 entrò a far parte dell'Impero carolingio.

## Territorio
Entrati in Italia attraverso il Friuli nel 568, i Longobardi strapparono ai Bizantini una larga parte della penisola, senza tuttavia poter costituire, almeno inizialmente, un dominio omogeneo e unitario. Le terre sottomesse vennero raggruppate in due grandi aree: la Langobardia Maior (in latino), che si estendeva dalle Alpi all'odierna Toscana, e la Langobardia Minor, che includeva il Piceno, buona parte dell'Umbria, la Sabina e quasi tutto il Sud d'Italia.
Il controllo dei Longobardi sul territorio non fu, almeno inizialmente, omogeneo; minoranza militare, essi, ripartiti nelle tradizionali fare, si concentrarono nelle sedi ducali o nei punti strategici (lungo le vie di comunicazione o presso i confini). Soltanto con il tempo, e in modo decisivo sotto il regno di Liutprando (712-744), venne sviluppato un pieno controllo del territorio. Risulta così arduo indicare con precisione i confini della Langobardia Maior, almeno nelle prime fasi. Al momento dell'irruzione dalla Pannonia, nel 568, i Longobardi occuparono più o meno omogeneamente gran parte della Val Padana - l'intera porzione nord-orientale (gli attuali Veneto e Friuli, salvo Padova, Oderzo e una stretta fascia costiera); la porzione centrale a nord del Po, con Brescia, Bergamo, Milano, Pavia e l'intera valle del Ticino (rimasero inizialmente escluse Cremona e l'Isola Comacina); l'intera porzione nord-occidentale, ovvero l'attuale Piemonte (ma non la Liguria) - e dell'odierna Toscana.
Rimane difficile stabilire, per tutta la durata del regno longobardo, l'effettivo confine settentrionale della Langobardia Maior, che corrisponde soltanto approssimativamente alla linea spartiacque delle Alpi. Se nella Valle dell'Adige il confine con il Ducato di Baviera era pressoché stabilmente fissato a Salorno, più incerta risulta la reale penetrazione nelle alte valli della Dora Baltea (oggi Valle d'Aosta) e della Dora Riparia (la Val di Susa, difesa dalle "Chiuse longobarde", a più riprese assegnata ai pontefici romani come "Patrimonio delle Alpi Cozie").
Le varie campagne militari, condotte durante il regno longobardo dai sovrani o dai singoli duchi, estesero progressivamente il territorio della Langobardia Maior. Re Clefi completò la conquista della Tuscia, mentre suo figlio Autari conquistò l'ultimo bastione bizantino sulle Alpi, l'Isola Comacina nel lago di Como. Tra il 598 e il 602 Agilulfo rioccupò Parma e Piacenza (tornate bizantine durante l'anarchia del Periodo dei Duchi) e successivamente conquistò Padova, Este, Abano, Monselice, Cremona e Mantova. Infine Rotari, nel 643, annesse la Liguria (compreso il capoluogo Genova), Luni e Oderzo.

I domini longobardi (in azzurro) dopo le conquiste di Rotari (643)

L'Esarcato d'Italia, con capitale Ravenna, resistette per lungo tempo (nonostante i ripetuti attacchi) alla pressione dei Longobardi, sviluppando una propria identità autonoma che veniva percepita già all'epoca. Non fu mai parte della Langobardia Maior, ma venne indicato come "Romania", ovvero territorio dell'impero romano (da qui l'odierno "Romagna"). 
Dopo la lunga politica di pace con i Bizantini perseguita da sovrani della dinastia Bavarese (653-712), i successori ruppero i patti e iniziarono una politica di aggressione. Nel 728 gran parte dell'Esarcato, compresa Bologna, fu sottomesso da Liutprando, che nello stesso anno annesse anche l'Istria. Nel 751 la capitale Ravenna capitolò definitivamente ad Astolfo. Tuttavia nell'ex Esarcato il dominio longobardo fu appena una parentesi e quest'area non venne integrata nel sistema dei Ducati longobardi, ma conservò la propria specificità; nel 756 la regione fu tolta ai Longobardi dai Franchi, che poi la consegnarono alla Santa Sede. A nulla valsero i tentativi dell'imperatore d'Oriente di riottenerne il possesso.

## Storia: Austria e Neustria
La Langobardia Maior era il fulcro del regno dei Longobardi e la sua storia si confonde spesso con quelle del regno stesso. In generale, la sua vicenda storica registra una progressiva e costante, benché contrastata, evoluzione verso sempre maggiori forme di accentramento da parte del potere centrale, con sede a Pavia. Durante la conquista e le fasi immediatamente successive, le esigenze militari furono predominanti e garantirono ai vari duchi un ampio potere all'interno dei rispettivi territori. Il primo ducato a essere istituito da Alboino fu, nel 569, quello del Friuli (con sede a Cividale); in seguito, in rapida successione, vennero eretti tra il 569 e il 572 quelli con sede nelle altre città via via conquistate: Ceneda, Vicenza, Verona, Trento, Brescia, Bergamo, San Giulio, Pavia, Torino, Asti, Lucca (Tuscia). I duchi inizialmente regnarono da sovrani pressoché assoluti, soprattutto durante la fase di interregno compresa tra la morte di Clefi (574) e l'elezione di Autari (584); anche in seguito conservarono ampia autonomia, e il potere centrale non riuscì mai del tutto a venire a capo delle tendenze indipendentistiche.
All'interno della Langobardia Maior vennero delineandosi, nel corso del VII secolo, due aree distinte: "Neustria" e "Austria". Si trattava di due regioni geografiche (la Neustria era la parte occidentale, l'Austria quella orientale), ma alle quali corrispondevano anche rilevanti differenze politiche e culturali. I ducati occidentali furono a lungo i più fedeli alla dinastia Bavarese, accettandone l'ispirazione filo-cattolica e la conseguente politica di pacificazione dell'Italia; i ducati orientali, al contrario, si presentavano come i depositari dello spirito guerriero e conquistatore dei Longobardi e nella seconda metà del VII secolo premettero più volte sui re affinché riprendessero l'iniziativa, arrivando anche in diverse occasioni a ordire congiure per deporre il legittimo sovrano. Nell'VIII secolo, tuttavia, la conversione generalizzata dei Longobardi al Cattolicesimo smussò i punti di opposizione tra Austria e Neustria, anche grazie a una ripresa dell'espansionismo ai danni dei Bizantini con il cattolico e neustriano Liutprando (re dal 712).
Dopo la caduta del regno longobardo, nel 774, la Langobardia Maior ricadde interamente sotto il dominio dei Franchi. La sua struttura politico-amministrativa non venne tuttavia stravolta; al posto dei duchi furono insediati dei conti, franchi ma anche longobardi. Con il tempo le tendenze centrifughe tornarono a prendere il sopravvento.